# Renealmia brasiliensis
Renealmia brasiliensis är en enhjärtbladig växtart som beskrevs av Karl Moritz Schumann. Renealmia brasiliensis ingår i släktet Renealmia och familjen Zingiberaceae. Inga underarter finns listade i Catalogue of Life.